# موموكو إيشي
موموكو إيشي (باليابانية: 石井桃子)‏ (10 مارس 1907 في أوراوا ‏ - 2 أبريل 2008 ) كاتِبة، وروائية، ومترجمة، وكاتبة للأطفال من اليابان.

## روابط خارجية
- موموكو إيشي على موقع IMDb (الإنجليزية)